# Musu-dan
Musu-dan är en udde i Nordkorea.   Den ligger i provinsen Hambuk, i den östra delen av landet, 400 km nordost om huvudstaden Pyongyang.
Terrängen inåt land är huvudsakligen kuperad, men västerut är den platt. Havet är nära Musu-dan åt sydost.